# Мазаниця (притока Кам'яно-Костуватої)
Мазниця — річка у Братському районі Миколаївської області. Ліва притока Кам'яно-Кустоватої (басейн Південного Бугу).

## Опис
Довжина 11  км, похил річки — 5,2 м/км. Формується з декількох безіменних водойм. 

## Розташування
Мазаниця бере початок на північно-західній околиці села Єлизаветівкас.  Тече на південний захід через село Ганнівка і проти села Воронине впадає у річку Кам'яно-Кустовату, праву притоку Мертвоводу.